# Percocypris tchangi
Percocypris tchangi es una especie de peces de la familia Cyprinidae.

## Hábitat
Es un pez de agua dulce y de clima subtropical.

## Distribución geográfica
Se encuentran en Asia:  cuencas de los ríos  Salween y  Mekong en el Vietnam.